# 郑明姬
郑明姬（韓語：정명희，1964年5月16日—），韩国前女子篮球运动员。她曾代表韩国国家队参加1984年夏季奥林匹克运动会篮球比赛，结果队伍获得一枚银牌。